# Ciisè Aaden Abshir
Ciisè Aaden Abshir, mais conhecido como Isse Abshir (Mogadíscio, 1 de junho de 1986), é um futebolista somaliano que atua como atacante, jogou na Noruega, Malta e Tanzânia além de sua terra natal. Ele jogou pela última vez pelo clube norueguês Asker. Ele é um dos jogadores que mais atuou na Seleção Somali de Futebol. Atualmente está sem clube.
Ele se juntou ao Asker em meados de 2012 vindo do clube Eidsvold, onde jogou por meio ano. Antes da temporada de 2014, ele voltou para o Eidsvold. Abshir era capitão quando a Somália derrotou a Tanzânia na Copa CECAFA em 3 de novembro de 2009 antes de ser sucedido como capitão por Hasan Babay.

## Títulos
Elman
- Campeonato Somali de Futebol: 2000, 2001, 2002, 2003 e 2004

Simba
- Campeonato Tanzaniano de Futebol: 2004

Lillestrøm
- Copa da Noruega: 2007